# الکساندر پروی
الکساندر پروی (اوکراینی: Олександр Іванович Первій؛ ۲۸ اکتبر ۱۹۶۰ – ۲۵ سپتامبر ۱۹۸۵) وزنه‌بردار اهل اتحاد جماهیر شوروی سوسیالیستی بود.
وی در مسابقات کشوری و بین‌المللی در مجموع برندهٔ ۶ مدال نقره، ۱ مدال برنز شده‌است.